# 小松达也
小松达也（日文假名：こまつ たつや，罗马字读音：Tatsuya Komatsu，1934年—），日本人，日英会议翻译（同声传译）领域的先驱者。

## 经历
生于名古屋，毕业于东京外国语大学英美语学科。1960年赴美，在日本生产力中心担任翻译，并在美国国务院语言司工作至1965年。于1965年参与创立了株式会社Simul International。1987年至1997年担任Simul总裁，1998年起担任顾问。1999年到2008年担任明海大学外国语学部教授。

## 著作
- 『英語で話そう 知的対話とインタビュー』サイマル出版会　1985
- 『英語で日本を話そう 異文化時代のコミュニケーション』サイマル出版会　1986
- 『訳せそうで訳せない日本語 きちんと伝わる英語表現』ジャパンタイムズ　2000
- 『通訳の英語日本語』2003　文春新書
- 『通訳の技術』研究社　2005
- 『訳せそうで訳せない日本語 きちんと伝わる英語表現』2008　ソフトバンク新書
- 『英語で話すヒント 通訳者が教える上達法』2012　岩波新書